# Das Scheusal (1951)
Das Scheusal (Original: La Poison) ist eine als Schwarzweißfilm gedrehte französische Filmkomödie des Regisseurs Sacha Guitry aus dem Jahr 1951.

## Handlung
In einem Dorf in der Normandie leben Paul Braconnier und seine Frau Blandine. Sie sind seit 30 Jahren verheiratet und hassen einander. Blandine ist schwere Trinkerin und macht ihrem Mann das Leben zur Hölle. Den einzigen Ausweg aus der Situation sieht Braconnier darin, seine Frau umzubringen.
Dieses möchte er natürlich ohne das Risiko, unter der Guillotine zu enden, erledigen. Im Radio hört er eine Sendung mit dem berühmten Anwalt Maître Aubanel, dem es gelungen ist, in Dutzenden von Verfahren, bei denen es um Tötungsdelikte ging, für die Angeklagten Freisprüche zu erreichen. Er fährt nach Paris und sucht den erfolgreichen Strafverteidiger auf, um in einem Gespräch über eine fiktive Tat (der er seinen eigenen Plan zu Grunde legt) zu lernen, worauf es zu achten gilt.
Seiner Sache nun ganz sicher, kehrt er zurück, um seine Frau mit einem Brotmesser zu erstechen, was ihm kurz bevor er selbst von ihr mit Rattengift gemeuchelt werden soll, auch gelingt. Nachdem er am Tatort alles so arrangiert hat, wie es seiner Verteidigung nützlich sein wird, legt er zuversichtlich sein weiteres Schicksal in die Hände der Justiz. Er plädiert auf Notwehr.

## Produktion
Die Innenaufnahmen für den Film wurden vom 10. bis 25. September 1951 in den Studios von Neuilly gedreht. Die Außenaufnahmen entstanden in Marnes-la-Coquette.
Das Scheusal kam am 30. November 1951 in Frankreich und am 29. April 1955 in Deutschland in die Kinos.
Michel Simon erzählte in einem Interview, das er den Cahiers du cinéma gegeben hat, dass Sacha Guitry ihn gefragt habe, was er gerne hätte. Er habe geantwortet, dass er es mehr als alles andere hasse, denselben Take zweimal zu drehen; nur der erste sei der richtige. Guitry gab daraufhin die Anweisung an die gesamte Crew, dass jede Szene nur einmal gedreht werden würde. Die Produktion dauerte nur elf Tage.
Im Jahr 2001 wurde der Stoff von Jean Becker unter dem Titel Un crime au paradis mit Jacques Villeret, Josiane Balasko und André Dussollier neu verfilmt.

## Kritik
Philip French meint im Guardian, es handele sich um einen clever geplanten Film, der das französische Rechtssystem, die konventionelle Moral und die Schrecken des Dorflebens auf witzige Weise verspottet. Er sei zu einer Zeit gedreht worden, als Scheidungen auf dem Land fast undenkbar waren und die Guillotine die Standardstrafe für Mord war.
Das Scheusal sei „ein Schmuckstück der dunklen Komödie“, meint Dr. Melanie Conroy, The University of Memphis. Das wirklich Innovative an dem Film, sowohl in erzählerischer als auch in technischer Hinsicht, sei nicht das zynische Porträt eines französischen Dorfes, sondern der Lärm und die Einflüsse, die aus der Außenwelt kommend zu unerwarteten moralischen Zwiespälten Anlass geben.
Criterion.com fand, „mit Guitrys witzigen Dialogen und schnellem Tempo zeigt diese schwarze Komödie, was von einer schal gewordenen Ehe bleibt“ und lobte die „unbekümmerte Breitseite gegen das französische Rechtssystem und eine Gesellschaft, die nur allzu darauf bedacht ist, aus dem Unglück anderer Kapital zu schlagen“ (With Guitry’s witty dialogue and fleet pacing, this black comedy is the quintessential depiction of a marriage gone sour).